# Cantó d'Oleta
El cantó d'Oleta és una antiga divisió administrativa francesa, situada dins de la Catalunya Nord, departament dels Pirineus Orientals. Va desaparèixer el 2015.

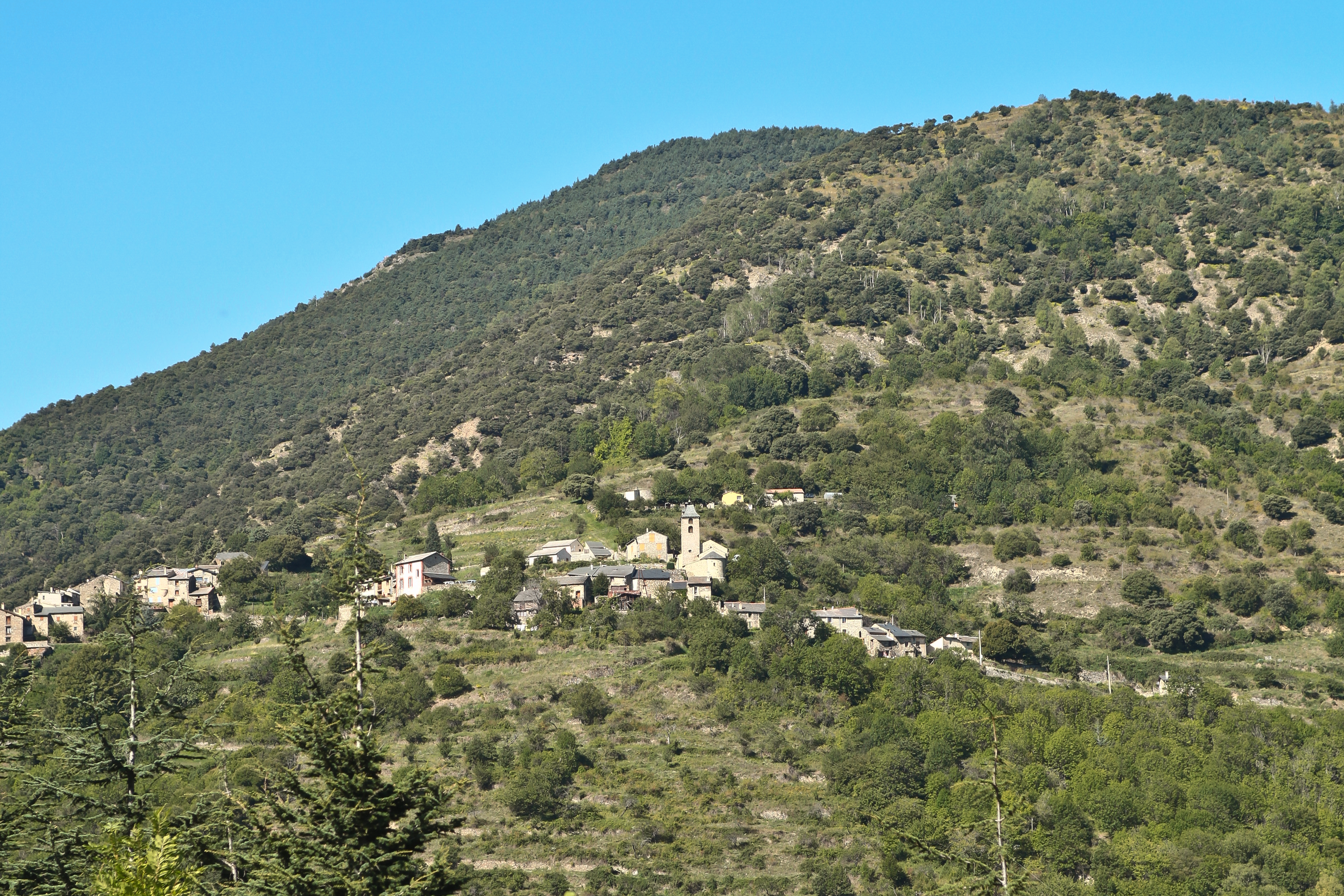
Canavelles, a Nyer

## Composició
El cantó d'Oleta està compost per 15 municipis, tots ells formen part de la comarca del Conflent:
- Saorra
- Oleta (capital del cantó)
- Serdinyà
- Nyer
- Pi de Conflent
- Escaró
- Canavelles
- Aiguatèbia i Talau
- Jújols
- Toès i Entrevalls
- Soanyes
- Mentet
- Ralleu
- Orellà
- Censà

En la reestructuració cantonal del 2014-2015 aquest cantó ha quedat suprimit i repartit entre el cantó del Canigó (Saorra, Mentet i Pi de Conflent) i el dels Pirineus catalans (la resta).

## Consellers generals
| Data d'elecció | Identitat          | Partit                  | Qualitat                                                               |
| -------------- | ------------------ | ----------------------- | ---------------------------------------------------------------------- |
| 1833-1838      | Jacques Bigorre    |                         |                                                                        |
| 1838-1848      | Jean Batlle        |                         | Batlle d'Oleta (1837-1840)                                             |
| 1848-1871      | André Gay          |                         | Batlle d'Oleta (1848-1870)                                             |
| 1871-1877      | Jean Batlle        | Dreta                   | Batlle d'Oleta (1874-1878)                                             |
| 1877-1925      | Edouard Vilar      | Republicà, després Rad. | Batlle de Prada (1878-1879), diputat (1885-1891) - Senador (1891-1927) |
| 1925-1940      | Louis Thorent      |                         | Batlle de Saorra (1848-1870)                                           |
| 1945-1951      | François Vidal     | PCF                     | Regidor d'Enveig                                                       |
| 1951-1976      | Vincent Bobo       | SFIO, després DVG       | Batlle d'Oleta (1953-1971)                                             |
| 1976-1988      | Alain Nunez        | PCF                     | Batlle d'Oleta (1977-1989)                                             |
| 1988-2001      | Jean Galindo       | SE                      | Batlle d'Escaró                                                        |
| 2001-2015      | Jean-Louis Alvarez | PCF                     | Batlle de Fontpedrosa (1971-2008)                                      |